# Расон
Расон (Насон, кор. 라선특별시?, 羅先特別市?), Наджин-Сонбон (кор. 라진-선봉특별시?, 羅津-先鋒特別市?) — город особого подчинения в КНДР, граничащий с китайской провинцией Гирин и Приморским краем России. Граница с Россией проходит по реке Туманной (Туманган).
На территории города расположены железнодорожные станции Сонбон и Наджин Корейских государственных железных дорог, а также незамерзающий круглый год порт. В городскую черту входят небольшие острова, как морские, так и речные: Пипхадо, Кхынсом и другие.

## История
Во время второй мировой войны здесь находилась японская крепость, обеспечивавшая защиту этого участка побережья.
Граница по реке Туманган установлена в 1960 году, в 1990 году изменена[как?] в пользу СССР.
На территории Расона в порту Унги 10 августа 1945 года произошёл последний воздушный таран Второй мировой войны. Группа штурмовиков под командованием младшего лейтенанта Михаила Янко, командира звена 37-го штурмового авиационного полка 12-й авиационной дивизии ВВС Тихоокеанского флота, выполняла задачу по уничтожению транспортных средств Квантунской армии в порту Расин. Уже после успешной атаки самолёт младшего лейтенанта подбили, а сам лётчик был ранен. Командир и воздушный стрелок приняли решение не покидать машину и направили пылающий штурмовик на портовые сооружения. 14 сентября 1945 года Михаилу Янко присвоили звание Героя Советского Союза, а его товарища по экипажу, младшего сержанта Ивана Бабкина наградили Орденом Отечественной Войны 1-й степени (обоих посмертно). Герои, а также ещё несколько десятков воинов Советской Армии покоятся в братской могиле на склоне одного из холмов Раджина. 9 мая возле могилы проводится акция «Бессмертный полк».
В 1991 году регион получил статус особой экономической зоны (СЭЗ). 
Отделился от провинции Хамгён-Пукто в 1993 году, получив название «Раджин-Сонбон», которое в 2000 году сократилось до «Расон». 
В январе 2011 года Расону присвоен статус «особого города», где большая часть ограничений на ведение бизнеса была снята.
Он стал местом первой национальной мобильной сети и единственным местом, где покупка и продажа домов была легализована в 2018 году  .

## Экономика
В городе расположен нефтехимический комплекс.
ОЭЗ Расон создавался правительство КНДР в в 1990-х в том числе за счет привлечения российских инвестиций. Здесь предполагалось открыть несколько производств и интересных для туристов объектов, банков, корпораций. Это старейшая и крупнейшая из 29 зон экономического развития страны.
Транспортное сообщение железной дорогой, согласно официальной информации, связывает Расон не только с Россией, но и с Китаем.  

### КНДР — Россия

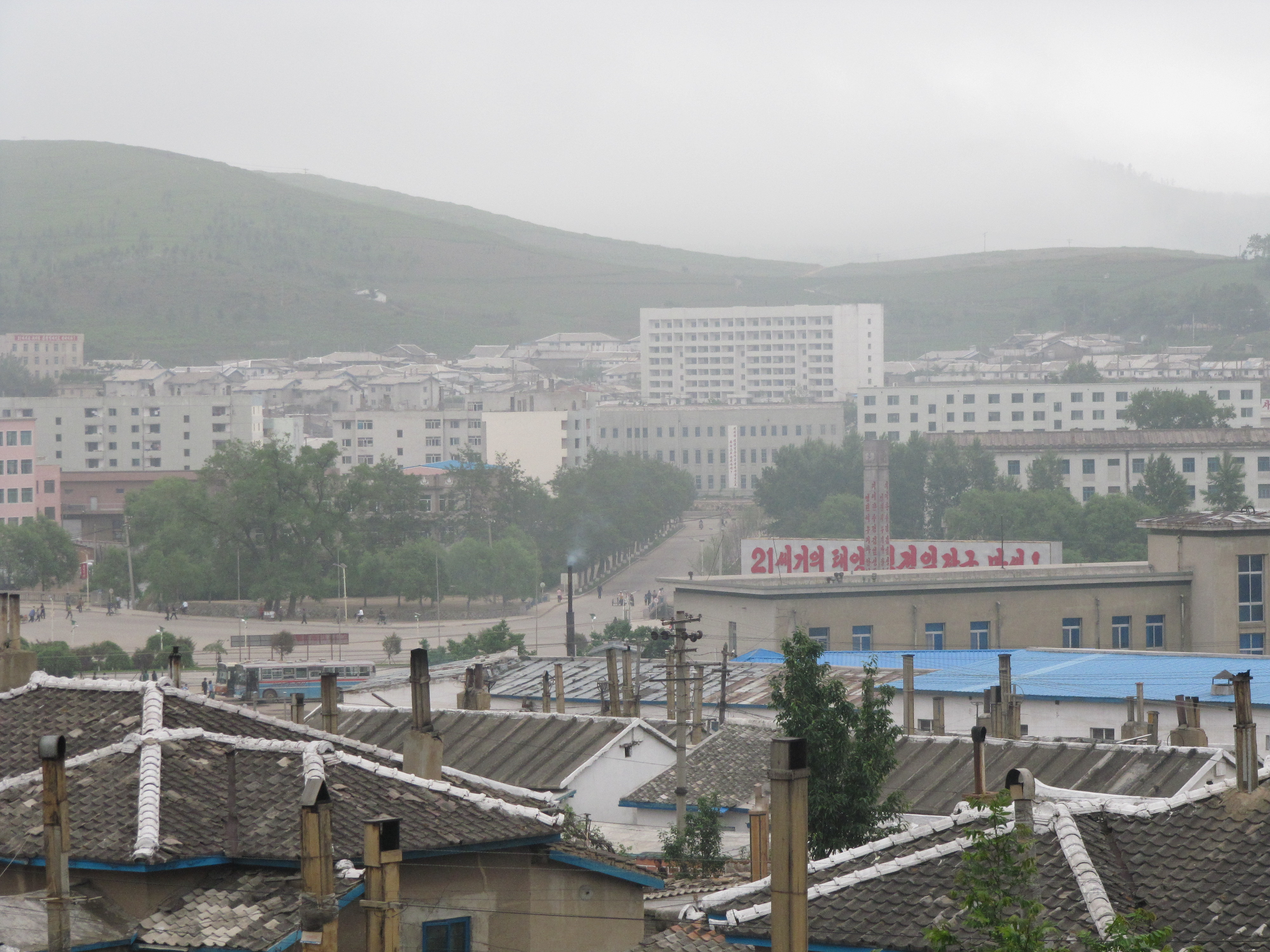
Вид на город

С 1972 по 1991 гг., порт Наджин использовался Советским Союзом.
После 2000 года в СМИ стали регулярно появляться сообщения о подготовке к реконструкции и модернизации железной дороги от порта Наджин к российскому посёлку Хасан, разрушенной в 1950-е годы. Упоминалось, что товарооборот между Россией и КНДР в таком случае может увеличиться также за счёт того, что власти страны согласились открыть порты Расона для иностранных судов.
Указанные работы начались в октябре 2008 года и закончились в сентябре 2013 года. В порту Наджин силами РЖД построен пирс, с которого в конце 2014 года было отправлено в Южную Корею 40,5 тыс. тонн российского угля, а весной 2015 года ещё около 140 тыс. тонн угля из России. От пограничного перехода Хасан-Туманган до порта Наджин проложена железнодорожная совмещенная колея (корейская 1435 мм и русская 1520 мм) протяженностью 54 км. По условиям соглашения КНДР сдаёт в аренду пирс и прилегающую территорию на 49 лет, за что получает 600 тыс. евро в год.
Между пограничными станциями Хасан (РФ, Приморский край, Хасанский район) и Туманган (КНДР, СЭЗ Расон) действует регулярное пассажирское железнодорожное сообщение. С 2017 года действует также и морское сообщение между Владивостоком и Наджином.
С 2018 года морское сообщение «Владивосток-Наджин» прервано из-за финансовых трудностей в судоходной компании.

## Административное деление
Расон поделён на один 1 муниципальный район (куёк) и 1 уезд (гун):
- район Наджин (кор. 라진구역?, 羅津區域?)
- район Сонбон (кор. 선봉구역?, 先鋒區域?)